# Calomys hummelincki
Calomys hummelincki é uma espécie de roedor da família Cricetidae.
Pode ser encontrada nos seguintes países: Colômbia, Antilhas Holandesas e Venezuela.